# Thallophaga angulata
Thallophaga angulata är en fjärilsart som beskrevs av W. Warren 1905. Thallophaga angulata ingår i släktet Thallophaga och familjen mätare. Inga underarter finns listade i Catalogue of Life.